# Funkrufname
Der Funkrufname (umgangssprachlich auch nur kurz Rufname) ist die Identifizierung einer mobilen oder stationären Funkstelle im Sprechfunkbetrieb der Behörden und Organisationen mit Sicherheitsaufgaben (BOS). Stationsbezeichnungen im internationalen Funkverkehr werden hingegen Rufzeichen genannt.

## Deutschland (analoger BOS-Funk)
Da eine geregelte Benennung besonders in größeren Funknetzen und bei überregionaler Zusammenarbeit von beweglichen Funkstellen von Bedeutung ist, wurde ein bundeseinheitliches System zur Bezeichnung der Funkstellen entwickelt und im Jahr 1979 den Bundesländern zur Einführung empfohlen. Die Verteilung der Funkrufnamen ist zwar in der Hand der Länder, jedoch richtet sie sich in der Regel nach einem bundeseinheitlichen Schema. Für staatenübergreifende Funkdienste werden von den nationalen Fernmeldebehörden Rufzeichen vergeben.

### Nichtpolizeiliche BOS
Die Bezeichnung erfolgt bei den nichtpolizeilichen Behörden und Organisationen mit Sicherheitsaufgaben (BOS) normalerweise mit einem dreigliedrigen Schema der Form:
- Kennwort der Behörde oder Organisation
- Kennung des Einsatzbereiches (Ortskennung)
- taktische Kennziffer

Ein Beispiel wäre der Funkrufname Florian Stuttgart 11/42-1. Dieser hat folgende Bedeutung:
|   |   | Bedeutung                                                                                       | Beispiel    | Anmerkungen                            |
| - | - | ----------------------------------------------------------------------------------------------- | ----------- | -------------------------------------- |
| 1 | 1 | Kennwort der Behörde oder Organisation                                                          | „Florian“   | für Feuerwehreinheiten im 4-Meter-Band |
| 2 | 2 | Kennung des Einsatzbereiches (Ortskennung)                                                      | „Stuttgart“ | für die Stadt Stuttgart                |
| 3 | a | Standort (bei mehreren Standorten)                                                              | „11“        | für die Abteilung 11 (Birkach)         |
| 3 | b | Art der Funkstelle bzw. Fahrzeugtyp                                                             | „42“        | Löschgruppenfahrzeug 8/6               |
| 3 | c | fortlaufende Nummer zur Unterscheidung gleicher Funkstellen bzw. Fahrzeuge am gleichen Standort | 1           | 1. Fahrzeug vom Typ 42                 |

Der Punkt 3c wird üblicherweise nur bei mehrfach vorhandenen Fahrzeugen benutzt und entfällt sonst. Die dritte Ziffer kann aber (je nach Richtlinie und Bundesland) trotzdem verwendet werden.
Bei Feuerwehren mit nur einem Standort kann auch der Punkt 3a entfallen.

#### Kennwörter der Behörden und Organisationen
Die Kennwörter der nichtpolizeilichen Einheiten im BOS-Funk sind:
| Organisation                                                                                             | 4-m-Band und Digitalfunk | 2-m-Band                                          |
| --- | ------------------------ | ------------------------------------------------- |
| Autorisierte Stellen für Digitalfunk der Länder                                                          | Tetra                    |                                                   |
| Arbeiter-Samariter-Bund                                                                                  | Sama/Samuel              | Samuel/Sama (je nach Bundesland)                  |
| Bergwacht                                                                                                | Bergwacht                | Bergwacht                                         |
| Nationale Warnzentrale des BBK                                                                           | Warnung Bund             | Warnung Bund                                      |
| Deichverbände                                                                                            | Hydra                    | Hydra                                             |
| Deutsche Gesellschaft zur Rettung Schiffbrüchiger                                                        | Triton                   |                                                   |
| Deutsche Lebens-Rettungs-Gesellschaft                                                                    | Pelikan                  | Adler (Betriebsfunk)/Pelikan (je nach Bundesland) |
| Deutsches Rotes Kreuz                                                                                    | Rotkreuz                 | Äskulap                                           |
| Feuerwehr                                                                                                | Florian                  | Florentine/Florian (je nach Bundesland)           |
| Havariekommando                                                                                          | Salus                    |                                                   |
| Johanniter-Unfall-Hilfe                                                                                  | Akkon                    | Jonas/Akkon (je nach Bundesland)                  |
| Katastrophenschutzbehörden und -einheiten                                                                | Kater                    | Katharina/Kater (je nach Bundesland)              |
| Kommunale und Private Rettungsdienste                                                                    | Rettung oder Ambulanz    | Rettung                                           |
| Luftschutzhilfsdienst                                                                                    | Leopold                  | Leopoldine                                        |
| Malteser Hilfsdienst                                                                                     | Johannes                 | Malta/Johannes (je nach Bundesland)               |
| PSNV: Notfallseelsorge / Krisenintervention / Einsatznachsorge für Einsatzkräfte (ENS / VNE / ENT / KIT) | Rafael                   | Rafael                                            |
| Rettungshubschrauber                                                                                     | Christoph                | Christoph                                         |
| Rettungshundestaffel                                                                                     | Antonius/Canis           | Antonius/Canis                                    |
| Rettungszug (Deutsche Bahn AG)                                                                           | Rettungszug              | Rettungszug                                       |
| Technisches Hilfswerk                                                                                    | Heros                    | Heros (alt: Hermine)                              |
| Wasserwacht                                                                                              | Wasserwacht              | Wasserwacht/Neptun (je nach Bundesland)           |

Teilweise werden im 2-m-Band keine gesonderten Kennwörter mehr verwendet. Es wird dann das des 4-m-Bandes übernommen.

#### Kennung des Einsatzbereiches (Ortskennungen)
Mit dieser Kennung wird der Funkverkehrskreis (Einsatz- oder Leitstellenbereich) gekennzeichnet. Sie ist in den Bundesländern nicht einheitlich geregelt, besteht jedoch in der Regel aus dem Namen der Gemeinde, des Stadt- oder Landkreises, Regierungsbezirks oder Bundeslandes, welches die Stelle betreibt.

#### Taktische Kennziffern
Die Kennzahl nach BOS-Kennwort und Ortskennung bezeichnet die taktische Einheit, die im Funkverkehr angesprochen werden soll. Sie besteht meist aus zwei oder drei Teilkennziffern.
- Die erste Teilkennziffer bezeichnet die Ortsgruppe oder Wache (bei mehreren Standorten innerhalb einer Gemeinde), der die taktische Einheit zugeordnet ist. Beispiel:

11 steht für die Ortsgruppe Neudorf
- Die zweite Teilkennziffer steht für den Einheitstyp (z. B. Fahrzeugtyp). Beispiel:

11-83 steht für einen Rettungswagen der Ortsgruppe Neudorf
- Die dritte Teilkennziffer wird nur benötigt, wenn mehrere identische Einheiten eines Typs vorhanden sind (z. B. mehrere identische Fahrzeuge). Hierfür werden nun die einzelnen Einheiten durchnummeriert. Beispiel:

11-83/2 steht für den zweiten Rettungswagen der Ortsgruppe Neudorf
Auf Vorschlag der Innenministerkonferenz aus dem Jahr 1994 wird in den Ländern ein Schema verwendet. Die Länder sind jedoch in der tatsächlichen Zuteilung frei, sodass es durchaus erhebliche Abweichungen geben kann. Daneben existiert eine Empfehlung der Arbeitsgemeinschaft der Leiter der Berufsfeuerwehren, die eine gleiche Gruppeneinteilung vornimmt, im Detail aber teilweise stark abweicht.
Die Empfehlungen werden in keinem Bundesland (außer im Bereich des Rettungsdienstes) unmodifiziert verwendet.

##### Taktische Kennziffern der Feuerwehr
Die Teilkennziffern für den Einheitstyp (d. h. die zweite Teilkennziffer) sind in Gruppen geordnet. Die erste Zahlengruppe von 0 bis 9 steht für personen- oder ortsgebundene Funkgeräte, alle weiteren Zahlengruppen stehen für bestimmte Fahrzeugtypen.
| Zahlenbereich | Einheitstyp                                  | Beispiele                                                  |
| ------------- | -------------------------------------------- | ---------------------------------------------------------- |
| 01–9          | Führungskräfte                               | „1“: Stadt-/Gemeinde-/Kreisbrandmeister                    |
| 10–19         | Führung und Mannschaftstransport             | „11“: Einsatzleitwagen, „19“: Mannschaftstransportfahrzeug |
| 20–29         | Tank- und Pulverlöschfahrzeuge               | „21“: Tanklöschfahrzeug 16/24-Tr                           |
| 30–39         | Hubrettungsfahrzeuge                         | „33“: Drehleiter 23/12                                     |
| 40–49         | Löschgruppen- und Tragkraftspritzenfahrzeuge | „42“: Löschgruppenfahrzeug 10/6                            |
| 50–59         | Rüst- und Gerätewagen                        | „50“: Vorausrüstwagen                                      |
| 60–69         | Schlauchwagen, Wechselladerfahrzeuge         | „61“: Schlauchwagen 1000, „65“: Wechselladerfahrzeug       |
| 70–79         | Sonstige Feuerwehrfahrzeuge                  | „71“: Feuerwehrkran                                        |
| 80–89         | Rettungsdienstfahrzeuge                      | „82“: Notarzteinsatzfahrzeug                               |
| 90–99         | ABC-Dienst / zur besonderen Verfügung        | „93“: Dekontaminationsmehrzweckfahrzeug                    |

Die Zahlengruppen und Fahrzeugtypen sind in 13 Bundesländern einheitlich zugeordnet. Bayern, Hamburg und Niedersachsen weichen davon vollständig ab.
Innerhalb einer Zahlengruppe sind die Zuordnungen von Zahl zu Fahrzeug allerdings nicht bundeseinheitlich.

###### Taktische Kennziffern der Feuerwehr Hamburg
Als Stadtstaat verwendet Hamburg ein anderes System der Funkrufnamen. Es beginnt mit dem Kennwort „Florian“ sowie der Ortskennung „Hamburg“. Es folgt im Falle eines Fahrzeuges einer Berufsfeuerwehrwache die jeweilige Wachennummer (z. B. „22“ für die Feuer- und Rettungswache Berliner Tor), bei Freiwilligen Feuerwehren der komplette Name (z. B. „Berliner Tor“ für die Freiwillige Feuerwehr Hamburg Berliner Tor). Im Anschluss an die Wache folgt noch die Kennzeichnung des jeweiligen Fahrzeuges. Hier wird bei der Berufsfeuerwehr und den Sonderfahrzeugen der Freiwilligen Feuerwehr der jeweilige Fahrzeugtyp angegeben. Bei den Löschfahrzeugen der Freiwilligen Feuerwehr werden laufende Nummern vergeben.
- Beispiele für die Berufsfeuerwehr:
  - „Florian Hamburg 21 HLF 1“ – 1. Hilfeleistungslöschfahrzeug der Wache Wandsbek (F21)
  - „Florian Hamburg 35 ELW 1“ – ELW 1 (C-Dienst) der Wache Finkenwerder (F35)
  - „Florian Hamburg 23 SEG-H 1“ – GW-Höhenrettung der Wache Barmbek (F23)

- Beispiele für die Freiwillige Feuerwehr:
  - „Florian Hamburg Berliner Tor 1“ – erstes Löschfahrzeug der Freiwilligen Feuerwehr Berliner Tor
  - „Florian Hamburg Lokstedt SW“ – Schlauchwagen der Freiwilligen Feuerwehr Lokstedt
  - „Florian Hamburg Neuwerk KB“ – Kleinboot der Freiwilligen Feuerwehr Neuwerk

- Bei Rettungsdienstfahrzeugen werden Buchstaben nach der deutschen Buchstabiertafel verwendet. Dies kann in anderen Bundesländern abweichen, da je Bundesland eigene Rufnamenkataloge hinterlegt sind.
  - Anton: erster Rettungswagen (RTW) an dieser Rettungswache
  - Berta: zweiter RTW an dieser Rettungswache (usw.)
  - Friedrich, Gustav, Ida: RTW, welcher dieser Feuer- und Rettungswache zugeordnet ist, allerdings an einer separaten Wache (Außenstelle) stationiert ist, um die Hilfsfrist zu garantieren
  - Kaufmann und Ludwig: Reserve-RTW, welcher von der Besatzung des Löschzugs besetzt wird, sollten die anderen RTW bereits im Einsatz sein
  - Paula und folgende: RTW an einer separaten Wache, die nicht durch Feuerwehrpersonal besetzt werden

- Beispiele für den Rettungsdienst:
  - „Florian Hamburg 22 RTW A“ – erster RTW der Feuer- und Rettungswache Berliner Tor
  - „Florian Hamburg 14 RTW R“ – erster RTW an der ASB-Rettungswache Osdorf (welcher im Auftrag der Berufsfeuerwehr fährt)
  - „Florian Hamburg 25 NEF A“ – NEF der Feuer- und Rettungswache Billstedt, stationiert am BG Klinikum Boberg

###### Taktische Kennziffern der Feuerwehren in Niedersachsen (altes System)
Auch Niedersachsen hat(te) ein abweichendes Funkrufnamensystem der Feuerwehren. Entgegen der in den meisten Bundesländern üblichen dreiteiligen Ziffernfolge, werden in Niedersachsen nur zweiteilige Ziffernfolgen vergeben. Die erste Zifferngruppe ist dabei entweder eine regionale (10…89) oder eine funktionale Kennzeichnung (90…99). Die zweite Zifferngruppe erlaubt Aufschluss über die Art der Funkstelle; die festgelegten Kennzeichnungen finden sich in der untenstehenden Tabelle:
| Zahlenbereich | Fahrzeugtyp                                                                 |
| ------------- | --------------------------------------------------------------------------- |
| 10–19         | Tanklöschfahrzeuge                                                          |
| 20–29         | Löschgruppenfahrzeuge, Staffellöschfahrzeuge und Tragkraftspritzenfahrzeuge |
| 30–39         | sonstige Feuerwehrfahrzeuge (Hubrettungsfahrzeuge und Schlauchwagen)        |
| 40–49         | Fahrzeuge für technische Hilfeleistung (Rüst- und Gerätewagen)              |
| 50–59         | Fahrzeuge des Rettungsdienstes der Feuerwehr                                |
| 60–69         | Einsatzleitwagen                                                            |
| 70–79         | Handsprechfunkgeräte im 4-m-Band                                            |
| 700–799       | Handsprechfunkgeräte im 2-m-Band                                            |
| 80–84         | übrige Feuerwehrfahrzeuge (die nicht in 30–39 einsortiert sind)             |

Zusätzliche Kennungen der zweiten Kennzahlgruppe können für örtliche Festfunkstellen in Feuerwehrhäusern vergeben werden (z. B. 01–09), sowie für Funktionsträger von Gemeindefeuerwehren (90–99). Das obliegt dem Landkreis, der kreisfreien Stadt oder der Region.
Niedersachsen (neues System) Landkreis Aurich
Feuerwehr
1. Ziffer Bereich/Gemeinde/Stadt
2. Ziffer Fahrzeugart/Typ
3. Ziffer Station/Wache/Feuerwehr

z. B. 10-11-1 ist der ELW der Feuerwehr Aurich im Stadtgebiet
10 = Stadtgebiet 11 = Einsatzleitwagen 1 = Feuerwehr Aurich
Im Zuge der Umstellung auf Digitalfunk, werden in Niedersachsen die Funkrufnamen an das inzwischen fast bundeseinheitliche Schema angepasst.

##### Taktische Kennziffern des Rettungsdienstes

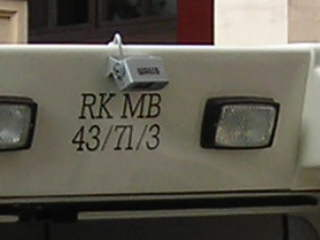
Funkrufnamen der Einsatzfahrzeuge (taktische Kennungen) werden oft am Heck oder an der Windschutzscheibe angegeben, hier ein Rettungswagen des Bayerischen Roten Kreuzes („Rotkreuz Miesbach 43/71/3“)

Im Rettungsdienst werden teilweise taktische Kennzahlen der Feuerwehr (u. a. 80–89) verwendet oder auch spezielle Kennungen, die auf die Bedürfnisse des Rettungsdienstes zugeschnitten sind (z. B. Sonderfahrzeuge für die Wasser- oder Bergrettung). Dies hängt vom Bundesland, falls durch dieses festgelegt, oder von der Betreiberorganisation ab. Zumindest bei Kennungen, die die Betreiberorganisation selbst festgelegt hat, sind die Kennungen bis auf die bayerischen und hessischen bundesweit einheitlich:
- 81: NAW / ITW (Bayern: 70; Hessen: 81 für NAW / 87 für ITW)
- 82: NEF (Bayern: 76; Hessen: 82)
- 83: RTW / MZF (Bayern: 71; Hessen: 83 für RTW, die 24 Stunden besetzt sind; 84 für RTW, die nicht 24 Stunden besetzt sind, zum Beispiel Tagdienst; 85 für nicht regelmäßig und ehrenamtlich besetzte RTW)
- 84: NKTW (Bayern: 73; Hessen: 93)
- 85: KTW (Bayern: 72, Hessen: 91–92)
- 86: RTW der Katastrophenschutzeinheiten und nicht ständig besetzt (Bayern: 71, Hessen: 85)
- 87: KTW der Katastrophenschutzeinheiten (Bayern: 72, Hessen: 91ff.)

Eine Folgezahl für die weiteren Fahrzeuge -1, -2 usw. kann folgen.

##### Taktische Kennziffern der Deutschen Lebens-Rettungs-Gesellschaft
Rufnamen der DLRG sind ähnlich wie Feuerwehr-Rufnamen zusammengesetzt und nicht bundesweit einheitlich. Die einzelnen Landesverbände können für ihre Bereiche Sonderregelungen erlassen. Viele Landesverbände haben das Schema der Feuerwehren übernommen, andere nutzen das nachfolgende Schema:
| Zahlenbereich | Einheitstyp                        |
| ------------- | ---------------------------------- |
| 1–9           | Feststationen                      |
| 10–39         | keine spezifische Zuweisung        |
| 40–49         | KatS-Fahrzeuge, Motorrettungsboote |
| 50–59         | Kraftfahrzeuge                     |
| 60–96         | keine spezifische Zuweisung        |
| 97            | Fußtruppen                         |
| 98            | Einsatzleiter                      |
| 99            | nicht vergeben                     |

In einem Einsatz auf Landesebene werden Funkrufnamen beim Einsatz individuell vergeben. In der Regel lauten diese beispielsweise „Adler Rheinpfalz 98“ (Einsatzleiter Rheinland-Pfalz), sie können aber auch anders vergeben werden.

##### Taktische Kennziffern des Technischen Hilfswerks
Die Funkrufnamen des THW setzen sich wie folgt zusammen: Heros+Ortsname des Ortsverbandes+taktische Einheit+Fahrzeug/Person.
Heros Aachen 27/55 würde also für einen Mehrzweckkraftwagen der Bergungsgruppe im 2. Technischen Zug des THW-Ortsverbandes Aachen stehen.
| Funkkennung | Taktische Einheit                                                                              | Anmerkungen                       |
| ----------- | ---------------------------------------------------------------------------------------------- | --------------------------------- |
| 10          | Führungsstelle                                                                                 |                                   |
| 11–15       | nachgeorderte Führungsstellen                                                                  |                                   |
| 16          | Zugtrupp des Fachzugs Führung/Kommunikation                                                    |                                   |
| 17          | Fachgruppe Führungsunterstützung                                                               |                                   |
| 18          | Fachgruppe Kommunikation (Typ A)                                                               |                                   |
| 19          | Fachgruppe Kommunikation (Typ B)                                                               |                                   |
| 20          |                                                                                                | Zuteilung durch THW-Leitung       |
| 21          | 1. Technischer Zug im Ortsverband und Zugtrupp                                                 |                                   |
| 22          | Bergungsgruppe im 1. Technischen Zug                                                           |                                   |
| 23          | Zweite Bergungsgruppe im 1. Technischen Zug                                                    |                                   |
| 24          | Fachgruppe Notversorgung und Notinstandsetzung (zuvor: Bergungsgruppe 2) im 1. Technischen Zug |                                   |
| 25          |                                                                                                | Zuteilung durch THW-Leitung       |
| 26          | 2. Technischer Zug im Ortsverband und Zugtrupp                                                 |                                   |
| 27          | Bergungsgruppe im 2. Technischen Zug                                                           |                                   |
| 28          | Fachgruppe Notversorgung und Notinstandsetzung (zuvor: Bergungsgruppe 2) im 2. Technischen Zug |                                   |
| 29-30       |                                                                                                | Zuteilung durch THW-Leitung       |
| 31          | Fachgruppe Infrastruktur                                                                       |                                   |
| 32          | Fachgruppe Elektroversorgung                                                                   |                                   |
| 33          | Fachgruppe Trinkwasserversorgung (zuvor: Fachgruppe Elektroversorgung)                         |                                   |
| 34          |                                                                                                | Zuteilung durch THW-Leitung       |
| 35          | Fachgruppe Sprengen                                                                            |                                   |
| 36          | Fachgruppe Wassergefahren (Typ A)                                                              | Mehrzweckarbeitsboot              |
| 37          | Fachgruppe Wassergefahren (Typ B)                                                              | Ponton                            |
| 38          | Fachgruppe Schwere Bergung (Typ A)                                                             |                                   |
| 39          | Fachgruppe Schwere Bergung (Typ B)                                                             | Rettungsspinne                    |
| 40          |                                                                                                | Zuteilung durch THW-Leitung       |
| 41          | Fachgruppe Räumen (Typ B)                                                                      | Bergungsräumgerät Radlader        |
| 42          | Fachgruppe Räumen (Typ A)                                                                      | Bergungsräumgerät Bagger          |
| 43          | Fachgruppe Räumen (Typ C)                                                                      | Bergungsräumgerät Teleskoplader   |
| 44          | Fachgruppe Ortung (Typ A)                                                                      | technische und biologische Ortung |
| 45          | Fachgruppe Ortung (Typ B)                                                                      | biologische Ortung                |
| 46          | Fachgruppe Ortung (Typ C)                                                                      | technische Ortung                 |
| 47          | Fachgruppe Wasserschaden/Pumpen (Typ A)                                                        | Großpumpe 5.000 l/min             |
| 48          | Fachgruppe Wasserschaden/Pumpen (Typ B)                                                        | Großpumpe 15.000 l/min            |
| 49          | Fachgruppe Wasserschaden/Pumpen (Typ C)                                                        | Großpumpe 25.000 l/min            |
| 50-53       |                                                                                                | Zuteilung durch THW-Leitung       |
| 54          | Fachgruppe Brückenbau                                                                          |                                   |
| 55          | Fachgruppe Ölschaden (Typ A)                                                                   | Küste mit SEPCON                  |
| 56          | Fachgruppe Ölschaden (Typ B)                                                                   | Küste ohne SEPCON                 |
| 57          | Fachgruppe Ölschaden (Typ C)                                                                   | Binnen                            |
| 56-60       |                                                                                                | Zuteilung durch THW-Leitung       |
| 61          | Fachzug Logistik und Zugtrupp                                                                  |                                   |
| 62          | Trupp Schwerer Transport                                                                       |                                   |
| 63          | Fachgruppe Logistik-Materialwirtschaft                                                         |                                   |
| 64          | Fachgruppe Logistik-Verpflegung                                                                |                                   |
| 65–69       | Sonderformen und Logistikstellen                                                               | Nur im Einsatz                    |
| 70          |                                                                                                | Zuteilung durch THW-Leitung       |
| 71          | 3. Technischer Zug im Ortsverband und Zugtrupp                                                 |                                   |
| 72          | Bergungsgruppe im 3. Technischen Zug                                                           |                                   |
| 73          | Fachgruppe Notversorgung und Notinstandsetzung (zuvor: Bergungsgruppe 2) im 3. Technischen Zug |                                   |
| 74          | Trupp Mobiler Hochwasserpegel                                                                  |                                   |
| 75          | Trupp Einsatzstellensicherung                                                                  |                                   |
| 76          | Trupp Unbemannte Luftfahrtsysteme                                                              |                                   |
| 77–78       |                                                                                                | Zuteilung durch THW-Leitung       |
| 79          | Örtliche Gefahrenabwehr                                                                        |                                   |
| 80          |                                                                                                | Zuteilung durch THW-Leitung       |
| 81          | THW-Leitung                                                                                    |                                   |
| 82          | Ausbildungszentrum                                                                             |                                   |
| 83          | Logistikzentrum                                                                                |                                   |
| 84          | Landesverband, Zentrum für Auslandslogistik                                                    |                                   |
| 85          | Regionalstelle                                                                                 |                                   |
| 86          | Ortsverband                                                                                    |                                   |
| 87-90       |                                                                                                | Zuteilung durch THW-Leitung       |
| 91          | Schnelleinsatzeinheit Bergung Ausland                                                          |                                   |
| 92          | Schnelleinsatzeinheit Logistikabwicklung im Lufttransportfall                                  |                                   |
| 93          | Schnelleinsatzeinheit Wasser Ausland                                                           |                                   |
| 94-99       | THW-Führungsstelle                                                                             | Nur im Einsatz                    |

| Funkkennung | Fahrzeugtyp                                | Anmerkung                                            |
| ----------- | ------------------------------------------ | ---------------------------------------------------- |
| 01          | 1. Feststation am Ort                      | Ortsverband (Unterkunft)                             |
| …/10        | Mannschaftstransportwagen                  | Nur für Zugtrupp                                     |
| …/11        | Führungskraftwagen                         |                                                      |
| …/12        | Führungs-/Kommunikationskraftwagen         |                                                      |
| …/13        | Fermeldekraftwagen                         |                                                      |
| …/14        | Führungs-/Kommunikationskraftwagen         | Übergangslösung                                      |
| …/15        | Fernmeldekraftwagen                        | Übergangslösung                                      |
| …/16        | Reserve                                    | Zuteilung durch THW-Leitung                          |
| …/17        | Mastkraftwagen                             |                                                      |
| …/18-…/19   | Reserve                                    | Zuteilung durch THW-Leitung                          |
| …/21-…/24   | Pkw                                        |                                                      |
| …/25-…/28   | Mannschaftstransportwagen                  | z. B. Jugend                                         |
| …/29        | Reserve                                    | Zuteilung durch THW-Leitung                          |
| …/31        | Mannschaftslastwagen 1                     | Instandsetzungstruppkraftwagen, 2 t                  |
| …/32        | Mannschaftslastwagen 2                     | Unimog, 2 t, geländegängig                           |
| …/33        | Mannschaftslastwagen 3                     | ehemaliger Mannschaftskraftwagen, 3 t, geländegängig |
| …/34        | Mannschaftslastwagen 4                     | 3 t, geländefähig                                    |
| …/35        | Mannschaftslastwagen 5                     | 1,2 t                                                |
| …/36-…/39   | Reserve                                    | Zuteilung durch THW-Leitung                          |
| …/41        | Lkw                                        | ≤7 Tonnen                                            |
| …/42        | Lkw                                        | >7 Tonnen                                            |
| …/43        | Lkw Ladebordwand                           |                                                      |
| …/44        | Lkw Ladekran                               | Ladekran <190 kNm                                    |
| …/45        | Lkw Ladekran                               | Ladekran ≥190 kNm                                    |
| …/46        | Lkw Ladekran                               | Ladekran, geländegängig                              |
| …/47        | Autokran                                   |                                                      |
| …/48        | Reserve                                    | Zuteilung durch THW-Leitung                          |
| …/49        | Zweiter Lkw Ladebordwand                   |                                                      |
| …/51        | Gerätekraftwagen                           |                                                      |
| …/52        | Gerätekraftwagen 2                         | neue Generation                                      |
| …/53        | Gerätekraftwagen 2                         | Übergangslösung                                      |
| …/54        | Mehrzweckkraftwagen                        |                                                      |
| …/55        | Mehrzweckgerätewagen                       |                                                      |
| …/56        | sonstige Gerätewägen                       |                                                      |
| …/57        | Beleuchtungskraftwagen                     |                                                      |
| …/58-…/59   | Reserve                                    | Zuteilung durch THW-Leitung                          |
| …/61        | Lkw-Kipper                                 | Kipper <9 Tonnen                                     |
| …/62        | Lkw-Kipper                                 | Kipper ≥9 Tonnen                                     |
| …/63        | Lkw-Kipper, Ladekran                       | Ladekran <190 kNm                                    |
| …/64        | Lkw-Kipper, Ladekran                       | Ladekran ≥190 kNm                                    |
| …/65        | Wechselladerfahrzeug                       | Hakensystem                                          |
| …/66        | Wechselladerfahrzeug Ladekran              | Hakensystem/Ladekran                                 |
| …/67        | Wechselladerfahrzeug                       | Wechselpritsche                                      |
| …/68        | Sattelzug                                  | diverse Sattelauflieger                              |
| …/69        | Reserve                                    | Zuteilung durch THW-Leitung                          |
| …/71        | Bergungsräumgerät Bagger                   |                                                      |
| …/72        | Bergungsräumgerät (Radlader)               |                                                      |
| …/73        | Bergungsräumgerät Teleskoplader            |                                                      |
| …/74        | sonstige Baumaschinen                      |                                                      |
| …/75        | Rettungsspinne                             |                                                      |
| …/76        | Reserve                                    | Zuteilung durch THW-Leitung                          |
| …/77-…/78   | sonstige Kfz                               |                                                      |
| …/79        | KOM                                        | Reisebus                                             |
| …/81-…/82   | Mehrzweckarbeitsboot                       |                                                      |
| …/83-…/84   | Mehrzweckponton                            |                                                      |
| …/85-…/86   | sonstige Wasserfahrzeuge                   |                                                      |
| …/87-…/89   | Reserve                                    | Zuteilung durch THW-Leitung                          |
| …/91        | Führungskraft oder Dienststellenleiter/-in |                                                      |
| …/92        | Stellvertretung von …/91                   |                                                      |
| …/93        | Reserve                                    | Zuteilung durch THW-Leitung                          |
| …/94-…/95   | Fachberater/-in                            |                                                      |
| …/96        | Technischer Berater/Technische Beraterin   |                                                      |
| …/97        | Leitung THW-Führungsstelle                 | nur im Einsatz                                       |
| …/98        | Stabsfunktion S6                           | nur im Einsatz                                       |
| …/99        | Reserve                                    | Zuteilung durch THW-Leitung                          |

##### Taktische Kennziffern ortsfester Funkstellen
Ortsfeste Funkstellen, wie z. B. Fernmeldezentralen oder Einsatzleitzentralen werden nach folgendem Schema bezeichnet: Kennung der Behörde/Ortskennung – gegebenenfalls laufende Nummer
Beispiel: „Florian Hannover“: Feuerwehreinsatzzentrale Hannover
Betreut eine Einsatzleitzentrale mehrere Organisationen, so trägt sie in der Regel nur den Namen „Leitstelle“.
Beispiel: „Leitstelle XY“: Feuerwehr- und Rettungsdiensteinsatzzentrale XY
Einige integrierte Leitstellen, wie die der Feuerwehr Hamburg und der Feuerwehr Köln, haben den Funkrufnamen „Florian“.

### Polizeiliche BOS

#### Landespolizei
Bei der Landespolizei gibt es nicht immer eine Einteilung nach taktischen Fahrzeugtypen. Oft sind dort die Fahrzeuge nach Funkverkehrskreis und Nummern, ggf. in Kombination mit Buchstaben sortiert. Die Funkkreise werden durch die jeweiligen Bundesländer individuell bestimmt und nach verschiedenen Systematiken benannt. Funkrufnamen und Ordnungszahlen werden durch die Bundesländer (Innenministerien) geregelt.
So bestand zum Beispiel der Rufname in Baden-Württemberg vor Einführung des Digitalfunks aus Kennwort für das Regierungspräsidium als Landespolizeidirektion (Freiburg: Friedrich, Karlsruhe: Berta, Stuttgart: Dora und Tübingen: Uhland), Unterscheidungsziffer für die Polizeidirektion oder das Polizeipräsidium und einer Zahl für die Funkstelle. Die Ziffer für die Polizeidirektion wurde nach dem Alphabet vergeben. Die Polizeidirektionen Heidelberg (Neckar 5), die Polizeipräsidien Mannheim (Peter) und Karlsruhe (Günther), das einer Landespolizeidirektion gleichgestellte Polizeipräsidium Stuttgart (Uran), das Landeskriminalamt (Rubin), die Wasserschutzpolizei (Poseidon), die Polizeihubschrauberstaffel (Bussard) und die Bereitschaftspolizei (Bruno) verwendeten abweichende Kennwörter. Das Spezialeinsatzkommando verwendete den Rufnamen Granit, obwohl es dem Bereitschaftspolizeipräsidium zugeordnet war.
In Hamburg dagegen unterscheidet man die Polizeieinsatzzentrale mit sechs Funkkreisen (Michel 1 bis 6), die Polizeikommissariate (Peter) und die Hubschrauberstaffel (Libelle), die Kriminalpolizei (Kastor), Landesbereitschaftspolizei (Brise), Wasserschutzpolizei (Elbe) und besonderen Einsatzkräften der Zentraldirektionen (Zenit).

#### Bundesbehörden
- Bundespolizei: Die Funkverkehrskreise sind nach Bundespolizeidirektionen bzw. -inspektionen aufgeteilt (z. B. Bundespolizeidirektion See: „Albatros“)
- Zoll: Jedem Hauptzollamt ist ein Rufname zugeteilt. Die Zollkommissariate erhalten dazu zusätzlich eine Ziffer, die in Zehnerschritten ansteigt (Beispiel: Hauptzollamt Hamburg-Freihafen: Hansa, Zollkommissariat Cuxhaven-See: Hansa 10, Außenstelle Helgoland: Hansa 10/2). Zollkriminalamt und Zollfahndungsämter haben alle den Rufnamen „Pascha“ mit einer Unterscheidungsziffer (z. B. ZKA: 01, ZFA Freiburg 5)
- Auswärtiges Amt: Bambus (bewegliche Funkstelle)
- Bundesministerium des Innern: Dora (ortsfeste Funkstelle), Ferdinand (bewegliche Funkstelle), Forelle, Gondel (Parlamentarischer Staatssekretär), Habicht (Staatssekretär), Lukas (Inspekteur der Bundespolizei), Radon (Staatssekretär), Randon (bewegliche Funkstelle), Tanne (Staatssekretär), Zander (Staatssekretär)
- Bundespräsidialamt: Kiefer
- Feldjäger: Aurora
- SAR-Dienst der Bundeswehr: SAR (Buchstaben einzeln gesprochen)
- Bundesamt für Güterverkehr: BAG (Buchstaben einzeln gesprochen), bis dato nur die Abteilung 1 -Straßenkontrolldienst- und Abteilung 4 -Maut-

## Feuerwehr in Deutschland

### Digitaler BOS-Funk
Im digitalen BOS-Sprechfunk erhält jedes Endgerät eine eindeutige operativ-taktische Adresse (OPTA), die auch an alle empfangenden Geräte übertragen wird. Damit werden die Funkrufnamen durch eine Anzeige im Display des Sprechfunkgerätes ergänzt.

#### OPTA
Die OPTA wird nach einem bundesweit einheitlichen Schema für Polizei und nichtpolizeiliche BOS vergeben und besteht aus 24 Stellen, die durch Ziffern, Buchstaben oder auch Leerzeichen belegt werden können. Unterschieden werden die Geburts-OPTA und die Alias-OPTA. Beide sind am Anfang identisch und enthalten:
- an Stellen 1 und 2: Bund/Bundesland (z. B. „BU“ für „Bund“, „SH“ für „Schleswig-Holstein“)
- an Stellen 3–5: Behörden- und Organisationskennzeichnung (z. B. „POL“ für „Polizei“, „FW␣“ für „Feuerwehr“)
- an Stellen 6 bis 8: Regionale Zuordnung (Stadt- und Landkreis) (anhand des Kraftfahrzeugkennzeichens)

Ab Stelle 9 enthält die Geburts-OPTA eine eindeutige Ziffernfolge und ist fest eingestellt. Die Alias-OPTA kann innerhalb der Regeln frei definiert werden und unterscheidet sich je nach Art der Organisation. Sie enthält:
- an Stellen 9 bis 13: örtliche Zuordnung
- an Stellen 14 bis 21: Funktionszuordnung (z. B. Fahrzeugtyp, Funktion, Aufgabe)
- an Stellen 22 und 23: Ordnungskennung (bei gleicher örtlicher Zuordnung und Funktion)
- an Stelle 24: Ergänzung

#### Rufnamen
Da im digitalen BOS-Sprechfunk die Funkrufnamen teilweise in Anlehnung an die OPTA gebildet werden, ergeben sich gegenüber dem analogen BOS-Sprechfunk in der Regel Änderungen der Rufnamen (beispielhaft für die nichtpolizeilichen BOS in der Anleitung zur Umsetzung der OPTA-Richtlinie in Nordrhein-Westfalen). Die Organisationskennwörter des Rufnamens (z. B. für die Feuerwehr „Florian“, für das Deutsche Rote Kreuz „Rotkreuz“) sind nicht Bestandteil der OPTA und werden aus dem analogen 4-m-Band-Rufnamensystem übernommen.
Beispiel der Funkrufnamenbildung anhand der OPTA (gleiche örtliche Zuordnung):
- Funkrufname im analogen System: „Florian Erkrath 01/42/2“ („Florian Erkrath null-eins zwoundvierzig zwo“)

oder auch (gemäß Regelung je nach Bundesland)
- Funkrufname im digitalen System: „Florian Erkrath 01 HLF20 2“ („Florian Erkrath null-eins HLF zwanzig zwo“)
- zugehörige Alias-OPTA: NWFW ME ERK01HLF20    02

Beispiel der Funkrufnamenbildung anhand der OPTA (geänderte örtliche Zuordnung):
- Funkrufname im analogen System: „Florian Sauerland 9/41/1“ („Florian Sauerland neun einundvierzig eins“)
- Funkrufname im digitalen System: „Florian Bestwig 03 LF 1“ („Florian Bestwig null-drei LF eins“)
- zugehörige Alias-OPTA: NWFW HSKBSW03LF      01

### Analoger BOS-Funk
Im analogen BOS-Funk unterscheiden sich die Funkrufnamen zwischen dem Leitstellenfunk (4m-Bereich) und dem Einsatzstellenfunk (2m-Bereich).

#### Leitstellenfunk
Der Leitstellenfunk deckt den kompletten Landkreis ab.
- Funkrufname im analogen System: „Florian Erkrath 01/42/2“ („Florian Erkrath null-eins zwoundvierzig zwo“)

oder auch (je nach Regelung des Bundeslands)
- Funkrufname im digitalen System: „Florian Erkrath 01 HLF20 2“ („Florian Erkrath null-eins HLF zwanzig zwo“)

Im 4m-Bereich standen jedem Landkreis zwei Kanäle für die Feuerwehr zur Verfügung. Der eine war der allgemeine Leitstellenkanal und der zweite wurde als Führungskanal bei Großeinsätzen oder Großveranstaltungen genutzt. Die Leitstelle ist im Führungskanal selber nicht eingebunden. An ihrer Stelle tritt als Hauptansprechpartner die Einsatzleitung und die Einsatzleitung hält die Verbindung zur Leitstelle.

#### Einsatzstellenfunk
Der 2m-Bereich wird nur an der Einsatzstelle genutzt, da die Reichweite sehr gering ist. Die Reichweite kann allerdings mit Relaisstellen erweitert werden.
- Funkrufname im analogen System: z. B. Florentine Krüssau Gruppenführer

Wichtig sind hier der Ortskenner und Funktion und wenn es die Funktion mehrfach gibt, dann auch noch die laufende Nummer z. B. Florentine Krüssau Angriffstrupp 1 oder 2.
Der Ortskenner kann entfallen, wenn alle Einheiten auf dem Kanal demselben Ort angehören, oder in einem Einsatzabschnitt eine direkte Festlegung getroffen wird.

### Umstellung von analogem auf digitalen BOS-Funk
Der analoge BOS-Funk wird (weitestgehend) durch den neuen digitalen BOS-Funk ersetzt. Bis aber alle Einheiten der Feuerwehr auf das neue System umgestellt sind, bleibt das alte System noch aktiv. Das bedeutet, dass die Leitstellen beim Funk mit zwei Systemen arbeiten. Es ist möglich, beide Systeme per Konferenzschaltung miteinander zu verbinden, sodass sich Feuerwehren im analogen System mit denen im digitalen System unterhalten können und umgekehrt.

## Österreich
Da sich in Österreich ein einheitliches Funknetz für die BOS derzeit erst im Aufbau befindet, brauchen die einzelnen Organisationen zueinander zurzeit relativ wenig Rücksicht zu nehmen.
Übliche Namen in den Organisationen sind:
- Rotkreuz beim Roten Kreuz (Äskulap bzw. Henry wird nicht mehr verwendet)[21]
- Akkon bei der Johanniter-Unfall-Hilfe
- Malta beim Malteser Hospitaldienst Austria
- Florian bei der Feuerwehr

### Rettungsdienst
Im Rettungsdienst hat jedes Fahrzeug eine Funkrufnummer. Die erste Ziffer steht für das Bundesland (1 = Burgenland, 2 = Wien, 3 = NÖ, 4 = OÖ, 5 = Steiermark, 6 = Tirol, 7 = Kärnten, 8 = Salzburg, 9 = Vorarlberg) und wird von einem Punkt bzw. einem Bindestrich gefolgt. Danach kommt je nach Bundesland eine 3 bis 5 Stellen lange Fahrzeugnummer, die auch die dem Fahrzeug zugeordnete Bezirksstelle angeben kann. Die einzelnen Dienststellen werden mit dem Ortsnamen und die Leitstellen entweder mit „Leitstelle“, „Leitstelle“ + Ortsnamen oder mit „Landesleitstelle“ (Steiermark) gerufen. (In Niederösterreich wird 144 Notruf NÖ mit dem Codenamen „Leo“ gerufen. Abgeleitet ist LEO vom Landespatron Leopold.) Im Burgenland wird die Leitstelle LSZ Burgenland gerufen. LSZ leitet sich von Landes Sicherheits Zentrale ab. Ähnlich der NR 144. Die LSZ aber wickelt alle Rettungs- und Feuerwehreinsätze ab. So wird z. B. in Salzburg ein Fahrzeug mit 208 gerufen. Die Wagennummer ist zwar 8.208, die erste Ziffer wird aber innerhalb des Bundeslands vernachlässigt. In der Steiermark ist es üblich Fahrzeuge mit dem Namen ihrer Orts-, beziehungsweise Bezirksstelle und der Fahrzeugnummer zu rufen (z. B. „Leoben 12“). In Vorarlberg wird die Leitstelle mit RFL gerufen. RFL steht hierbei für Rettungs- und Feuerwehrleitstelle. Die Wagen selbst werden mit ihrer fünfstelligen Nummer gerufen, wobei die erste Stelle für das Land und die zweite für die jeweilige Dienststelle steht (z. B.: 92.207).
Niederösterreichische Dienststellen, die eine 3 an vierter Stelle der Funkkennung haben, sind häufig Stellen des Arbeiter-Samariter-Bundes. (So trägt die ASB Dienststelle Pöchlarn beispielsweise die Funkkennung 3-62/3xx).
Beispiel der Nummernkennung in Oberösterreich: 4.1551 (4 = Bundesland, 15 = Bezirk (in dem Fall Steyr Stadt), 5 = Ortsstelle, 1 = Fahrzeug)
| Bundesland              | Bezirk/Region                             | Dienststelle                                                              |
| ----------------------- | ----------------------------------------- | ------------------------------------------------------------------------- |
| 0 Bund (Österreichweit) |                                           |                                                                           |
| 1 Burgenland            |                                           |                                                                           |
| 2 Wien                  |                                           |                                                                           |
| 3 Niederösterreich      | 51 Amstetten                              | 0 Amstetten                                                               |
| 3 Niederösterreich      | 51 Amstetten                              | 4 St. Valentin                                                            |
| 3 Niederösterreich      | 51 Amstetten                              | 6 St. Haag                                                                |
| 3 Niederösterreich      | 51 Amstetten                              | 8 St. Peter/Au                                                            |
| 3 Niederösterreich      | 52 Baden                                  | 0 Baden                                                                   |
| 3 Niederösterreich      | 52 Baden                                  | 3 Ebreichsdorf/Günselsdorf/Traiskirchen-Trumau                            |
| 3 Niederösterreich      | 52 Baden                                  | 4 Triestingtal                                                            |
| 3 Niederösterreich      | 52 Baden                                  | 6 Bad Vöslau                                                              |
| 3 Niederösterreich      | 53 Bruck an der Leitha                    | 0 Bruck an der Leitha                                                     |
| 3 Niederösterreich      | 53 Bruck an der Leitha                    | 6 Hainburg                                                                |
| 3 Niederösterreich      | 54 Gänserndorf                            | 0 Gänserndorf                                                             |
| 3 Niederösterreich      | 54 Gänserndorf                            | 4 Marchfeld                                                               |
| 3 Niederösterreich      | 54 Gänserndorf                            | 5 Orth/Donau                                                              |
| 3 Niederösterreich      | 54 Gänserndorf                            | 6 Zistersdorf                                                             |
| 3 Niederösterreich      | 54 Gänserndorf                            | 8 Marchegg                                                                |
| 3 Niederösterreich      | 55 Gmünd                                  | 0 Gmünd                                                                   |
| 3 Niederösterreich      | 55 Gmünd                                  | 4 Litschau                                                                |
| 3 Niederösterreich      | 55 Gmünd                                  | 6 Weitra                                                                  |
| 3 Niederösterreich      | 56 Klosterneuburg                         | 0 Klosterneuburg                                                          |
| 3 Niederösterreich      | 56 Klosterneuburg                         | 3 Ternitz                                                                 |
| 3 Niederösterreich      | 57 Hollabrunn                             | 0 Hollabrunn                                                              |
| 3 Niederösterreich      | 57 Hollabrunn                             | 2 Ziersdorf                                                               |
| 3 Niederösterreich      | 57 Hollabrunn                             | 4 Retz                                                                    |
| 3 Niederösterreich      | 58 Horn                                   | 0 Horn                                                                    |
| 3 Niederösterreich      | 59 Korneuburg                             | 0 Korneuburg                                                              |
| 3 Niederösterreich      | 60 Langenlois                             | 0 Langenlois                                                              |
| 3 Niederösterreich      | 61 Lilienfeld                             | 0 Traisental                                                              |
| 3 Niederösterreich      | 61 Lilienfeld                             | 3 Traisen-Gölsental                                                       |
| 3 Niederösterreich      | 61 Lilienfeld                             | 4 Hainfeld                                                                |
| 3 Niederösterreich      | 62 Melk                                   | 0 Melk                                                                    |
| 3 Niederösterreich      | 62 Melk                                   | 3 Loosdorf/Dunkelsteiner Wald/Persenbeug/Pöchlarn                         |
| 3 Niederösterreich      | 62 Melk                                   | 4 Ybbs                                                                    |
| 3 Niederösterreich      | 62 Melk                                   | 6 Pöggstall                                                               |
| 3 Niederösterreich      | 63 Mistelbach                             | 0 Mistelbach                                                              |
| 3 Niederösterreich      | 63 Mistelbach                             | 6 Laa                                                                     |
| 3 Niederösterreich      | 64 Mödling                                | 0 Mödling                                                                 |
| 3 Niederösterreich      | 64 Mödling                                | 4 Brunn                                                                   |
| 3 Niederösterreich      | 65 Neunkirchen                            | 0 Neunkirchen                                                             |
| 3 Niederösterreich      | 65 Neunkirchen                            | 3 Ternitz                                                                 |
| 3 Niederösterreich      | 65 Neunkirchen                            | 5 Aspang (Sozial Medizinischer Dienst)                                    |
| 3 Niederösterreich      | 65 Neunkirchen                            | 6 Gloggnitz                                                               |
| 3 Niederösterreich      | 66 Purkersdorf                            | 0 Purkersdorf                                                             |
| 3 Niederösterreich      | 66 Purkersdorf                            | 3 Purkersdorf                                                             |
| 3 Niederösterreich      | 67 Sankt Pölten Land                      | 0 Neulengbach                                                             |
| 3 Niederösterreich      | 67 Sankt Pölten Land                      | 3 Eichgraben/Frankenfels/Traismauer/Rabenstein/Wilhelmsburg               |
| 3 Niederösterreich      | 67 Sankt Pölten Land                      | 4 Herzogenburg                                                            |
| 3 Niederösterreich      | 68 Scheibbs                               | 0 Scheibbs                                                                |
| 3 Niederösterreich      | 69 Tulln                                  | 0 Tulln                                                                   |
| 3 Niederösterreich      | 70 Waidhofen/Thaya                        | 0 Waidhofen/Thaya                                                         |
| 3 Niederösterreich      | 71 Wiener Neustadt Land                   | 0 Kirchschlag                                                             |
| 3 Niederösterreich      | 71 Wiener Neustadt Land                   | 4 Pernitz                                                                 |
| 3 Niederösterreich      | 71 Wiener Neustadt Land                   | 6 Sollenau                                                                |
| 3 Niederösterreich      | 72 Zwettl                                 | 0 Zwettl                                                                  |
| 3 Niederösterreich      | 72 Zwettl                                 | 3 Gross Gerungs                                                           |
| 3 Niederösterreich      | 72 Zwettl                                 | 4 Allensteig                                                              |
| 3 Niederösterreich      | 73 Sankt Pölten                           | 0 Sankt Pölten                                                            |
| 3 Niederösterreich      | 73 Sankt Pölten                           | 3 Sankt Pölten(ASB)/Sankt Georgen                                         |
| 3 Niederösterreich      | 74 Wiener Neustadt                        | 0 Wiener Neustadt                                                         |
| 3 Niederösterreich      | 74 Wiener Neustadt                        | 3 Wiener Neustadt(ASB)                                                    |
| 3 Niederösterreich      | 75 Krems                                  | 0 Krems                                                                   |
| 3 Niederösterreich      | 76 Waidhofen/Ybbs                         | 0 Waidhofen/Ybbs                                                          |
| 3 Niederösterreich      | 77 Schwechat                              | 0 Schwechat                                                               |
| 3 Niederösterreich      | 80 ACN-Cars                               |                                                                           |
| 4 Oberösterreich        | 00 Braunau                                | 10 Braunau                                                                |
| 4 Oberösterreich        | 00 Braunau                                | 20 Altheim                                                                |
| 4 Oberösterreich        | 00 Braunau                                | 30 Mattighofen                                                            |
| 4 Oberösterreich        | 00 Braunau                                | 40 Eggelsberg                                                             |
| 4 Oberösterreich        | 00 Braunau                                | 40 Riedersbach                                                            |
| 4 Oberösterreich        | 01 Eferding                               | 10 Eferding                                                               |
| 4 Oberösterreich        | 01 Eferding                               | 20 Hartkirchen                                                            |
| 4 Oberösterreich        | 01 Eferding                               | 30 Wilhering                                                              |
| 4 Oberösterreich        | 02 Freistadt                              | 10 NAD Freistadt                                                          |
| 4 Oberösterreich        | 02 Freistadt                              | 20 Freistadt                                                              |
| 4 Oberösterreich        | 02 Freistadt                              | 30 Pregarten                                                              |
| 4 Oberösterreich        | 02 Freistadt                              | 40 Tragwein                                                               |
| 4 Oberösterreich        | 02 Freistadt                              | 50 Bad Zell                                                               |
| 4 Oberösterreich        | 02 Freistadt                              | 60 Königswiesen                                                           |
| 4 Oberösterreich        | 02 Freistadt                              | 70 Unterweißenbach                                                        |
| 4 Oberösterreich        | 02 Freistadt                              | 80 Liebenau                                                               |
| 4 Oberösterreich        | 03 Gmunden                                | 10 Gmunden                                                                |
| 4 Oberösterreich        | 03 Gmunden                                | 20 Bad Goisern                                                            |
| 4 Oberösterreich        | 03 Gmunden                                | 30 Bad Ischl                                                              |
| 4 Oberösterreich        | 03 Gmunden                                | 40 Ebensee                                                                |
| 4 Oberösterreich        | 03 Gmunden                                | 50 Scharnstein                                                            |
| 4 Oberösterreich        | 03 Gmunden                                | 60 Vorchdorf                                                              |
| 4 Oberösterreich        | 03 Gmunden                                | 70 St. Wolfgang                                                           |
| 4 Oberösterreich        | 04 Grieskirchen                           | 10 Grieskirchen                                                           |
| 4 Oberösterreich        | 04 Grieskirchen                           | 20 Peuerbach                                                              |
| 4 Oberösterreich        | 04 Grieskirchen                           | 30 Haag am Hausruck                                                       |
| 4 Oberösterreich        | 05 Kirchdorf                              | 10 Kirchdorf                                                              |
| 4 Oberösterreich        | 05 Kirchdorf                              | 20 Grünau                                                                 |
| 4 Oberösterreich        | 05 Kirchdorf                              | 30 Kremsmünster                                                           |
| 4 Oberösterreich        | 05 Kirchdorf                              | 40 Molln                                                                  |
| 4 Oberösterreich        | 05 Kirchdorf                              | 50 Spital a. Phyrn                                                        |
| 4 Oberösterreich        | 05 Kirchdorf                              | 60 Windischgarsten                                                        |
| 4 Oberösterreich        | 06 Linz-Land                              | 10 Enns                                                                   |
| 4 Oberösterreich        | 06 Linz-Land                              | 20 Leonding                                                               |
| 4 Oberösterreich        | 06 Linz-Land                              | 30 Neuhofen                                                               |
| 4 Oberösterreich        | 06 Linz-Land                              | 40 Traun                                                                  |
| 4 Oberösterreich        | 06 Linz-Land                              | 50 St. Florian b. Linz                                                    |
| 4 Oberösterreich        | 07 Perg                                   | 10 Perg                                                                   |
| 4 Oberösterreich        | 07 Perg                                   | 20 Grein                                                                  |
| 4 Oberösterreich        | 07 Perg                                   | 40 St. Georgen a. d. Gusen                                                |
| 4 Oberösterreich        | 07 Perg                                   | 60 St. Georgen a. Walde                                                   |
| 4 Oberösterreich        | 07 Perg                                   | 70 Schwertberg                                                            |
| 4 Oberösterreich        | 07 Perg                                   | 80 Waldhausen i. Strudengau                                               |
| 4 Oberösterreich        | 08 Ried                                   | 10 Ried                                                                   |
| 4 Oberösterreich        | 08 Ried                                   | 30 Obernberg                                                              |
| 4 Oberösterreich        | 08 Ried                                   | 50 Mettmach                                                               |
| 4 Oberösterreich        | 09 Rohrbach                               | 10 Rohrbach                                                               |
| 4 Oberösterreich        | 09 Rohrbach                               | 20 Aigen-Schlägel                                                         |
| 4 Oberösterreich        | 09 Rohrbach                               | 30 Helfenberg                                                             |
| 4 Oberösterreich        | 09 Rohrbach                               | 40 Hofkerchen i. Mühlkreiß                                                |
| 4 Oberösterreich        | 09 Rohrbach                               | 50 Neufelden                                                              |
| 4 Oberösterreich        | 09 Rohrbach                               | 60 Peilstein                                                              |
| 4 Oberösterreich        | 09 Rohrbach                               | 65 Ulrichsberg                                                            |
| 4 Oberösterreich        | 09 Rohrbach                               | 70 St. Martin i. Mühlkreiß                                                |
| 4 Oberösterreich        | 09 Rohrbach                               | 80 St. Veit i. Mühlkreiß                                                  |
| 4 Oberösterreich        | 09 Rohrbach                               | 90 Lembach                                                                |
| 4 Oberösterreich        | 10 Schärding                              | 10 Schärding                                                              |
| 4 Oberösterreich        | 10 Schärding                              | 20 Andorf                                                                 |
| 4 Oberösterreich        | 10 Schärding                              | 30 Engelhartszell                                                         |
| 4 Oberösterreich        | 10 Schärding                              | 40 Riedau                                                                 |
| 4 Oberösterreich        | 10 Schärding                              | 50 Kopfing                                                                |
| 4 Oberösterreich        | 10 Schärding                              | 70 Esternberg                                                             |
| 4 Oberösterreich        | 11 Steyr-Land                             | 30 Bad Hall                                                               |
| 4 Oberösterreich        | 11 Steyr-Land                             | 40 Sierning                                                               |
| 4 Oberösterreich        | 11 Steyr-Land                             | 50 Ternberg                                                               |
| 4 Oberösterreich        | 11 Steyr-Land                             | 60 Weyer                                                                  |
| 4 Oberösterreich        | 12 Urfahr-Umgebung                        | 10 Bad Leonfelden                                                         |
| 4 Oberösterreich        | 12 Urfahr-Umgebung                        | 20 Gallneukirchen                                                         |
| 4 Oberösterreich        | 12 Urfahr-Umgebung                        | 30 Herzogsdorf                                                            |
| 4 Oberösterreich        | 12 Urfahr-Umgebung                        | 40 Kirchschlag b. Linz                                                    |
| 4 Oberösterreich        | 12 Urfahr-Umgebung                        | 50 Walding                                                                |
| 4 Oberösterreich        | 13 Vöcklabruck                            | 10 Vöcklabruck                                                            |
| 4 Oberösterreich        | 13 Vöcklabruck                            | 97 Unterach                                                               |
| 4 Oberösterreich        | 13 Vöcklabruck                            | 30 Redlham                                                                |
| 4 Oberösterreich        | 13 Vöcklabruck                            | 40 St. Georgen im Attergau                                                |
| 4 Oberösterreich        | 13 Vöcklabruck                            | 50 Frankenmarkt                                                           |
| 4 Oberösterreich        | 13 Vöcklabruck                            | 60 Thomasroith                                                            |
| 4 Oberösterreich        | 13 Vöcklabruck                            | 70 Mondsee                                                                |
| 4 Oberösterreich        | 13 Vöcklabruck                            | 80 Seewalchen                                                             |
| 4 Oberösterreich        | 13 Vöcklabruck                            | 91 Frankenburg                                                            |
| 4 Oberösterreich        | 13 Vöcklabruck                            | 95 Betriebsrettung Lenzing AG                                             |
| 4 Oberösterreich        | 14 Blutspendedienst                       |                                                                           |
| 4 Oberösterreich        | 15 Steyr Stadt                            | 50 Steyr Stadt                                                            |
| 4 Oberösterreich        | 16 Wels Stadt und Land                    | 10 Wels Stadt                                                             |
| 4 Oberösterreich        | 16 Wels Stadt und Land                    | 30 Lambach                                                                |
| 4 Oberösterreich        | 16 Wels Stadt und Land                    | 40 Marchtrenk                                                             |
| 4 Oberösterreich        | 16 Wels Stadt und Land                    | 60 Sattledt                                                               |
| 4 Oberösterreich        | 17 Landesverband                          |                                                                           |
| 4 Oberösterreich        | 19 Linz-Stadt                             | 10 Linz-Mitte                                                             |
| 4 Oberösterreich        | 19 Linz-Stadt                             | 30 Linz-Süd                                                               |
| 4 Oberösterreich        | 19 Linz-Stadt                             | 40 Linz-Nord JKU                                                          |
| 5 Salzburg              | 10 Landesverband                          | Fahrzeuge des LV Salzburg. Sind über die gesamten Dienststellen verteilt. |
| 5 Salzburg              | 20 Stadt Salzburg                         |                                                                           |
| 5 Salzburg              | 40 Flachgau                               | 41 Lamprechtshausen                                                       |
| 5 Salzburg              | 40 Flachgau                               | 42 Mattsee                                                                |
| 5 Salzburg              | 40 Flachgau                               | 43 Straßwalchen                                                           |
| 5 Salzburg              | 40 Flachgau                               | 44 Strobl                                                                 |
| 5 Salzburg              | 40 Flachgau                               | 45 Hof bei Salzburg                                                       |
| 5 Salzburg              | 40 Flachgau                               | 46 Seekirchen                                                             |
| 5 Salzburg              | 50 Tennengau                              | 51 Hallein                                                                |
| 5 Salzburg              | 50 Tennengau                              | 51 Golling                                                                |
| 5 Salzburg              | 50 Tennengau                              | 52 Abtenau                                                                |
| 5 Salzburg              | 60 Pongau                                 | 61 St. Johann im Pongau                                                   |
| 5 Salzburg              | 60 Pongau                                 | 62 Schwarzach                                                             |
| 5 Salzburg              | 60 Pongau                                 | 63 Gastein                                                                |
| 5 Salzburg              | 60 Pongau                                 | 64 Werfen                                                                 |
| 5 Salzburg              | 60 Pongau                                 | 65 Bischofshofen                                                          |
| 5 Salzburg              | 60 Pongau                                 | 68 Radstadt/Altenmarkt                                                    |
| 5 Salzburg              | 70 Pinzgau                                | 71 Zell am See                                                            |
| 5 Salzburg              | 70 Pinzgau                                | 72 Saalfelden                                                             |
| 5 Salzburg              | 70 Pinzgau                                | 73 Mittersill                                                             |
| 5 Salzburg              | 70 Pinzgau                                | 74 St. Martin bei Lofer                                                   |
| 5 Salzburg              | 70 Pinzgau                                | 75 Rauris                                                                 |
| 5 Salzburg              | 70 Pinzgau                                | 76 Saalbach                                                               |
| 5 Salzburg              | 70 Pinzgau                                | 77 Wald im Pinzgau                                                        |
| 5 Salzburg              | 90 Lungau                                 | 91 Tamsweg                                                                |
| 5 Salzburg              | 90 Lungau                                 | 92 St. Michael                                                            |
| 5 Salzburg              | 90 Lungau                                 | 93 Mauterndorf                                                            |
| 6 Steiermark            | 11                                        |                                                                           |
| 6 Steiermark            | 12                                        |                                                                           |
| 6 Steiermark            | 13                                        |                                                                           |
| 6 Steiermark            | 14                                        |                                                                           |
| 6 Steiermark            | 15                                        |                                                                           |
| 6 Steiermark            | 16 Graz                                   |                                                                           |
| 6 Steiermark            | 17 Graz-Umgebung                          | 1 Frohnleiten                                                             |
| 6 Steiermark            | 17 Graz-Umgebung                          | 2 Gratkorn                                                                |
| 6 Steiermark            | 17 Graz-Umgebung                          | 3 Kalsdorf                                                                |
| 6 Steiermark            | 17 Graz-Umgebung                          | 4 Kumberg                                                                 |
| 6 Steiermark            | 17 Graz-Umgebung                          | 5 Lieboch                                                                 |
| 6 Steiermark            | 17 Graz-Umgebung                          | 6 Nestelbach                                                              |
| 6 Steiermark            | 17 Graz-Umgebung                          | 7 Seiersberg                                                              |
| 6 Steiermark            | 17 Graz-Umgebung                          | 8 Übelbach                                                                |
| 6 Steiermark            | 18                                        |                                                                           |
| 6 Steiermark            | 19                                        |                                                                           |
| 6 Steiermark            | 21                                        |                                                                           |
| 6 Steiermark            | 22                                        |                                                                           |
| 6 Steiermark            | 23                                        |                                                                           |
| 6 Steiermark            | 24                                        |                                                                           |
| 6 Steiermark            | 26                                        |                                                                           |
| 6 Steiermark            | 28                                        |                                                                           |
| 6 Steiermark            | 29                                        |                                                                           |
| 6 Steiermark            | 30                                        |                                                                           |
| 7 Kärnten               | 1 Klagenfurt                              | Ferlach                                                                   |
| 7 Kärnten               | 2 Villach                                 | Velden, Feistritz/                                                        |
| 7 Kärnten               | 3 Spittal/Drau                            | Gmünd Greifenburg, Overvellach, Radenthein, Winklern                      |
| 7 Kärnten               | 4 St. Veit/Glan                           | Friesach, Görtschitztal, Gurktal                                          |
| 7 Kärnten               | 5 Wolfsberg                               | St. Paul/Lavanttal                                                        |
| 7 Kärnten               | 6 Völkermarkt                             | Bleiburg                                                                  |
| 7 Kärnten               | 7 Hermagor                                | Kötschach-Mauthen                                                         |
| 7 Kärnten               | 8 Feldkirchen                             | Sirnitz                                                                   |
| 8 Tirol                 |                                           |                                                                           |
| 9 Vorarlberg            | 1 RFL (Rettungs- und Feuerwehrleitstelle) | 1 RFL (Rettungs- und Feuerwehrleitstelle)                                 |
| 9 Vorarlberg            | 2 Bregenzerwald                           | 2 Egg                                                                     |
| 9 Vorarlberg            | 2 Bregenzerwald                           | 3 Au                                                                      |
| 9 Vorarlberg            | 2 Bregenzerwald                           | 5 Warth                                                                   |
| 9 Vorarlberg            | 2 Kleinwalsertal                          | 4 Walser Rettung                                                          |
| 9 Vorarlberg            | 3 Lustenau                                |                                                                           |
| 9 Vorarlberg            | 4 Dornbirn                                |                                                                           |
| 9 Vorarlberg            | 5 Bludenz                                 | 2 Bludenz                                                                 |
| 9 Vorarlberg            | 5 Bludenz                                 | 3 St. Gallenkirch                                                         |
| 9 Vorarlberg            | 5 Bludenz                                 | 4 Sonntag                                                                 |
| 9 Vorarlberg            | 5 Bludenz                                 | 5 Lech                                                                    |
| 9 Vorarlberg            | 6 Hohenems                                |                                                                           |
| 9 Vorarlberg            | 7 Bregenz                                 |                                                                           |
| 9 Vorarlberg            | 8 Feldkirch – ASB                         |                                                                           |
| 9 Vorarlberg            | 9 Feldkirch – ÖRK                         |                                                                           |

#### Fahrzeugkennungen
| Bundesland       | Fahrzeugtyp                                                          | Nummer        | Informationen |
| ---------------- | -------------------------------------------------------------------- | ------------- | --- |
| Burgenland       |                                                                      |               | |
| Wien             |                                                                      |               | |
| Niederösterreich | Bezirkseinsatzleiter (BEL)                                           |               | Organisatorischer Einsatzleiter Besatzung: 1 Einsatzleiter |
| Niederösterreich | Notarzthubschrauber (NAH)                                            | 99-XXX        | Notarzthubschrauber für Primäreinsätze Besatzung: 1 Pilot, 1 Flugretter (Notfallsanitäter), 1 Notarzt |
| Niederösterreich | Intensivtransporthubschrauber (ITH)                                  | 99-033        | Intensivtransporthubschrauber für Intensivüberstellungen aber auch Primäreinsätze. Derzeit 1 Intensivtransporthubschrauber in Niederösterreich. Besatzung: 1 Pilot, 1 Flugretter (Notfallsanitäter), 1 Notarzt |
| Niederösterreich | Sekundär Notarztwagen (SNAW)                                         |               | Notarztwagen für Notarztbegleitete Überstellungen Besatzung: 1 Rettungssanitäter (Notfallsanitäter), 1 Notfallsanitäter, 1 Notarzt |
| Niederösterreich | Bettenintensivtransporter (BIT)                                      |               | Notarztwagen auf LKW-Fahrgestell für Notarztbegleitete Überstellungen sowie für massiv übergewichtige Patienten. Besatzung: 1 Rettungssanitäter (Notfallsanitäter), 1 Notfallsanitäter, 1 Notarzt |
| Niederösterreich | Notarzteinsatzfahrzeug (NEF)                                         | XX-X99 XX-X98 | Notarzteinsatzfahrzeug für Primäreinsätze Besatzung: 1 Notfallsanitäter, 1 Notarzt, ggf. 1 Notfallsanitäter in Ausbildung |
| Niederösterreich | Rettungstransportwagen Typ C (RTW-C)                                 |               | RTW-C muss mit mindestens 1 Notfallsanitäter besetzt sein und ein Großraumfahrzeug mit RTW-C Ausstattung bestückt sein. Besatzung: 1 Rettungssanitäter, 1 Notfallsanitäter |
| Niederösterreich | Rettungstransportwagen (RTW)                                         |               | Besatzung: 1 Rettungssanitäter, 1 Rettungssanitäter (Notfallsanitäter) |
| Niederösterreich | Sekundär Rettungstransportwagen (SRTW)                               |               | Überstellungen von nicht kritischen Patienten, die jedoch eine dringende Behandlung in einem anderen Krankenhaus benötigen. Besatzung: 1 Rettungssanitäter, 1 Notfallsanitäter NKV |
| Niederösterreich | Krankentransportwagen (KTW)                                          |               | Besatzung: 1 Rettungssanitäter, 1 Rettungssanitäter |
| Niederösterreich | Krankentransportwagen B (KTW-B)                                      |               | Meist durch Zivildiener oder Teilnehmern des Freiwilligen Sozialen Jahres (FSJ) besetzt. Dieses Fahrzeug hat keine Berechtigung zur Durchführung von Einsatzfahrten unter Sondersignalen. Besetzung: 1 Rettungssanitäter, 1 Rettungssanitäter                                                                                               |
| Niederösterreich | Behelfskrankentransportwagen (BKTW)                                  |               | Wird im Krankentransport für gehfähige Patienten eingesetzt. Patienten müssen selbst ein- und aussteigen können. Wird u. a. auch für Material-, Blut- oder Organtransport eingesetzt. Besatzung: 1 Rettungssanitäter |
| Niederösterreich | Mobile Leitstelle (MLS)                                              |               | |
| Niederösterreich | Facharzteinsatzfahrzeug (FEF)                                        |               | Zum Transport eines Facharztes in ein anforderndes Krankenhaus. Besatzung: 1 Notfallsanitäter, 1 Facharzt |
| Niederösterreich | Acute Community Nurse (ACN-Car)                                      | 80-0XX        | Besatzung: 1 Notfallsanitäter NKI/Diplom Gesundheits- und Krankenpfleger |
| Oberösterreich   |                                                                      |               | |
| Steiermark       |                                                                      |               | |
| Tirol            |                                                                      |               | |
| Kärnten          |                                                                      |               | |
| Salzburg         | Notarzteinsatzfahrzeug (NEF)                                         | 1XX           | XX wird durch eine fortlaufende Nummer ersetzt. z. B.: 61-202: 61-… Dienststelle St. Johann / 2… RTW / 02… zweiter RTW 20-322: 20-… Dienststelle Stadt Salzburg / 3… KTW / 22… 22. KTW 20-701: 20-… Dienststelle Salzburg Stadt / 7… PKW / 01… 01 PKW – EL-Fahrzeug 41-401: 41-… Dienststelle Lamprechtshausen / 4… GKTW / 01 … erster GKTW |
| Salzburg         | Rettungstransportwagen (RTW)                                         | 2XX           | XX wird durch eine fortlaufende Nummer ersetzt. z. B.: 61-202: 61-… Dienststelle St. Johann / 2… RTW / 02… zweiter RTW 20-322: 20-… Dienststelle Stadt Salzburg / 3… KTW / 22… 22. KTW 20-701: 20-… Dienststelle Salzburg Stadt / 7… PKW / 01… 01 PKW – EL-Fahrzeug 41-401: 41-… Dienststelle Lamprechtshausen / 4… GKTW / 01 … erster GKTW |
| Salzburg         | Krankentransportwagen (KTW)                                          | 3XX           | XX wird durch eine fortlaufende Nummer ersetzt. z. B.: 61-202: 61-… Dienststelle St. Johann / 2… RTW / 02… zweiter RTW 20-322: 20-… Dienststelle Stadt Salzburg / 3… KTW / 22… 22. KTW 20-701: 20-… Dienststelle Salzburg Stadt / 7… PKW / 01… 01 PKW – EL-Fahrzeug 41-401: 41-… Dienststelle Lamprechtshausen / 4… GKTW / 01 … erster GKTW |
| Salzburg         | Großraum Krankentransportwagen (GKTW)                                | 4XX           | XX wird durch eine fortlaufende Nummer ersetzt. z. B.: 61-202: 61-… Dienststelle St. Johann / 2… RTW / 02… zweiter RTW 20-322: 20-… Dienststelle Stadt Salzburg / 3… KTW / 22… 22. KTW 20-701: 20-… Dienststelle Salzburg Stadt / 7… PKW / 01… 01 PKW – EL-Fahrzeug 41-401: 41-… Dienststelle Lamprechtshausen / 4… GKTW / 01 … erster GKTW |
| Salzburg         | Behindertentransportwagen (BTW)                                      | 5XX           | XX wird durch eine fortlaufende Nummer ersetzt. z. B.: 61-202: 61-… Dienststelle St. Johann / 2… RTW / 02… zweiter RTW 20-322: 20-… Dienststelle Stadt Salzburg / 3… KTW / 22… 22. KTW 20-701: 20-… Dienststelle Salzburg Stadt / 7… PKW / 01… 01 PKW – EL-Fahrzeug 41-401: 41-… Dienststelle Lamprechtshausen / 4… GKTW / 01 … erster GKTW |
| Salzburg         | Mannschaftstransportwagen (MTW)                                      | 6XX           | XX wird durch eine fortlaufende Nummer ersetzt. z. B.: 61-202: 61-… Dienststelle St. Johann / 2… RTW / 02… zweiter RTW 20-322: 20-… Dienststelle Stadt Salzburg / 3… KTW / 22… 22. KTW 20-701: 20-… Dienststelle Salzburg Stadt / 7… PKW / 01… 01 PKW – EL-Fahrzeug 41-401: 41-… Dienststelle Lamprechtshausen / 4… GKTW / 01 … erster GKTW |
| Salzburg         | EL-Fahrzeuge / ÄND-Fahrzeuge / Blut- & Sachtransport-Fahrzeuge (PKW) | 7XX           | XX wird durch eine fortlaufende Nummer ersetzt. z. B.: 61-202: 61-… Dienststelle St. Johann / 2… RTW / 02… zweiter RTW 20-322: 20-… Dienststelle Stadt Salzburg / 3… KTW / 22… 22. KTW 20-701: 20-… Dienststelle Salzburg Stadt / 7… PKW / 01… 01 PKW – EL-Fahrzeug 41-401: 41-… Dienststelle Lamprechtshausen / 4… GKTW / 01 … erster GKTW |
| Salzburg         | Katastrophen-Hilfsdienst-Fahrzeuge (KHD)                             | 8XX           | XX wird durch eine fortlaufende Nummer ersetzt. z. B.: 61-202: 61-… Dienststelle St. Johann / 2… RTW / 02… zweiter RTW 20-322: 20-… Dienststelle Stadt Salzburg / 3… KTW / 22… 22. KTW 20-701: 20-… Dienststelle Salzburg Stadt / 7… PKW / 01… 01 PKW – EL-Fahrzeug 41-401: 41-… Dienststelle Lamprechtshausen / 4… GKTW / 01 … erster GKTW |
| Salzburg         | Notarztwagen (NAW)                                                   | 9XX           | XX wird durch eine fortlaufende Nummer ersetzt. z. B.: 61-202: 61-… Dienststelle St. Johann / 2… RTW / 02… zweiter RTW 20-322: 20-… Dienststelle Stadt Salzburg / 3… KTW / 22… 22. KTW 20-701: 20-… Dienststelle Salzburg Stadt / 7… PKW / 01… 01 PKW – EL-Fahrzeug 41-401: 41-… Dienststelle Lamprechtshausen / 4… GKTW / 01 … erster GKTW |
| Vorarlberg       | Rettungstransportwagen (RTW)                                         | 9X.Y01-06     | X steht hierbei für die Rettungsabteilung und Y für die Dienststelle |
| Vorarlberg       | Notfallrettungswagen (NRTW)                                          | 9X.Y07-09     | X steht hierbei für die Rettungsabteilung und Y für die Dienststelle |
| Vorarlberg       | Notarzteinsatzfahrzeug (NEF)                                         | 9X.Y11        | X steht hierbei für die Rettungsabteilung und Y für die Dienststelle |
| Vorarlberg       | Mannschaftstransportwagen (MTW)                                      | 9X.Y15-17     | X steht hierbei für die Rettungsabteilung und Y für die Dienststelle |
| Vorarlberg       | Krankentransportwagen (KTW)                                          | 9X.Y21-23     | X steht hierbei für die Rettungsabteilung und Y für die Dienststelle |
| Vorarlberg       | Behindertentransportwagen (BKTW)                                     | 9X.Y31-33     | X steht hierbei für die Rettungsabteilung und Y für die Dienststelle |

### Feuerwehr
Während bei den örtlichen Feuerwehren der Ortsname integraler Bestandteil des Funkrufnamens ist, wird im Katastrophenhilfsdienst die Nummer der jeweiligen Einheit verwendet.
Dem Ort oder der Nummer wird eine Kurzform der Bezeichnung des Fahrzeuges vorangestellt. So gibt es beispielsweise:
- Tank oder TLF für Tanklöschfahrzeug
- Rüst oder RF für Rüstfahrzeug
- Rüstlösch oder RLF für Rüstlöschfahrzeug
- Pumpe, KLF oder LF für Kleinlöschfahrzeug oder Löschfahrzeug
- Leiter, DL oder „Hub“ für Drehleiter oder Hubsteiger
- Kran oder KF für Kranfahrzeug
- Kommando, KDO oder KDOF für Kommandofahrzeug
- MTF für Mannschaftstransportfahrzeug
- Anton, Berta, Cäsar, oder 1., 2., 3. usw. für das erste, zweite, dritte Handfunkgerät
- Einsatzleitung für eine Einsatzleitstelle (nicht der Einsatzleiter!)

#### Funkrufnamen in Oberösterreich
In Oberösterreich besteht der Funkrufname einer Funkstelle immer aus der taktischen Bezeichnung und dem Namen der Feuerwehr. Zwischen diese gestellt sein kann eine Nummerierung, falls es mehrere gleichartige Einheiten in der Feuerwehr gibt. Diese kann entweder rein fortlaufend sein oder sich auf untergeordnete taktische Gruppierung beziehen. Zum Beispiel heißt das Löschfahrzeug der FF Ansfelden „Pumpe Ansfelden“, das erste Tanklöschfahrzeug der FF Garsten jedoch „Tank 1 Garsten“. In Steyr gibt es 5 Löschzüge, dort ist die Nummerierung zusammengesetzt aus dem Löschzug und der Nummer des Fahrzeuges („Tank 4/1 Steyr, Pumpe 3/2 Steyr“).
Fixstationen, die in einem Feuerwehrhaus fest eingebaut sind, werden mit „Florian“ und dem Namen der Feuerwehr bezeichnet. Die in der Funkhierarchie höchste Funkstelle des Landes Oberösterreich ist die Leitstelle des Landesfeuerwehrkommandos in Linz mit dem Rufnamen „Florian LFK“.
Eine Änderung zur oben angeführten Systematik ergibt sich bei den Handfunkgeräten. Ungefähr zeitgleich mit der Umstellung auf Digitalfunk fiel die Bezeichnung mit den Buchstaben des deutschen Buchstabieralphabets weg und wurde durch die taktische Funktion des Trägers ersetzt, was im Einsatz eine größere Flexibilität und eindeutigere Zuordnung der Träger mit sich bringt. Allerdings wurden die Rufnamen dadurch teilweise länger und komplizierter. Beispiele: „BFK“ für den Bezirks-Feuerwehrkommandanten, „Gruppenkommandant Tank 1 Ried“, „Atemschutztrupp Pumpe Saaß“, „Lotse Zufahrt Nord“.

#### Funkrufnamen in Salzburg
In Salzburg werden im Feuerwehrfunk die Fahrzeuge ähnlich Oberösterreich, der Steiermark und dem Burgenland immer mit der „Taktischen Bezeichnung“ und dem „Ortsnamen“ angesprochen z. B. „Tank Elixhausen“ für das Tanklöschfahrzeug oder „Rüst St. Johann“ für das Rüstfahrzeug. Sollten sich mehrere Fahrzeuge der gleichen Klasse in einem Ort befinden, werden diese fortlaufend nummeriert z. B. „Tank 1 Saalfelden“ oder „Pumpe 2 Bischofshofen“.
Die ständig besetzte Funkstation ist die LAWZ (Landes Alarm- und Warnzentrale) mit Sitz beim Landesfeuerwehrverband in Salzburg. Im Gegensatz zu anderen Bundesländern gibt es in Salzburg keine integrierte Leitstelle.
Weiters gibt es noch fünf Bezirks-Alarm- und Warnzentralen (BAWZ), welche bei Großschadensereignissen aktiviert und von entsprechend ausgebildeten Disponenten besetzt werden. Ihr Funkrufname lautet „Florian“ plus den Namen des Bezirkes z. B. „Florian Pinzgau“ für den Bezirk Zell am See. Weitere Fixstationen in den Feuerwehrhäusern werden mit „Florian“ und dem jeweiligen Ortsnamen gerufen. Diese sind nur im örtlichen Einsatzfall besetzt.

#### Funkrufnamen im Burgenland
Im Burgenland werden im Feuerwehrfunk die Fahrzeuge ähnlich der Steiermark immer mit der „Taktischen Bezeichnung“ und dem „Ortsnamen“ angesprochen. z. B. „Tank Podersdorf“ für das Tanklöschfahrzeug oder „Rüst Podersdorf“ für das Rüstfahrzeug.
Die ständig besetzte Funkstation ist die LSZ (Landes Sicherheits Zentrale) in Eisenstadt, die auch alle Rettungseinsätze abarbeitet. Fixstationen in den Feuerwehrhäusern werden mit „Florian“ und den Ortsnamen gerufen. Diese sind nur im Einsatzfall besetzt.

#### Funkrufnamen in Niederösterreich
Dauernd besetzte Funkstationen, das sind in der Regel Bezirksalarm- und Warnzentralen (BAWZ), werden mit „Florian“ und dem Ortsnamen bezeichnet, z. B. „Florian Baden“ für die BAWZ des Bezirks Baden. Nicht dauernd besetzte Stationen, wie die einzelnen Feuerwehren werden mit Feuerwehr zuzüglich Ortsname gerufen, z. B. „Feuerwehr Hainburg“. Bewegliche Funkleitstellen werden ebenfalls mit „Florian“ und der Nummer des jeweiligen Bezirks, wo die Leitstelle stationiert ist, bezeichnet. So ist „Florian 14“ die mobile Funkleitstelle des Bezirks Mödling. Ebenso wird die Landeswarnzentrale (LWZ) mit „Florian Niederösterreich“ angesprochen.
Die Funkrufnamen der einzelnen Fahrzeuge und der Handfunkgeräte setzen sich aus dem Funkrufzeichen und dem Ortsnamen zusammen. Ein weiteres Fahrzeug einer Kategorie wird zusätzlich mit 2, 3 … bezeichnet. Zum Beispiel „Pumpe Schlag“, „Anton Hirtenberg“ oder „Tank 2 Zwettl“.

#### Funkrufnamen in der Steiermark
Funkrufzeichen in der Steiermark setzen sich grundsätzlich aus dem Funkrufnamen (taktische Bezeichnung) und dem Namen der Feuerwehr zusammen.
Ständig besetzte Funkstationen werden mit Florian + Bereichsname (die Bereichsflorianstationen) bzw. Florian Steiermark (die Landesleitzentrale) gerufen.
Für Fahrzeugfunkgeräte werden in der Steiermark immer der Fahrzeugtyp und der Feuerwehrname verwendet, z. B. „RLF Stainz“ oder „LF-B Wetzelsdorf“.
Eine fallweise besetzte Fixstation (in einem Feuerwehrhaus) nennt sich Feuerwehr + Ortsname.
Ein Handfunkgerät jeder Feuerwehr besitzt das Funkrufzeichen Einsatzleitung + Ortsname.
Die Funkrufzeichen für jedes weitere Handfunkgerät in der Feuerwehren lauten Alpha + Ortsname (für das erste Handfunkgerät), Berta + Ortsname (für das zweite) usw.
Diese Handfunkgeräte können im Feuerwehreinsatz jedoch auch nach der taktischen Verwendung + Ortsname gerufen werden.
Beispiele hierfür sind:
- Einsatzleiter + Ortsname
- Lotse + Ortsname
- Atemschutztrupp + Ortname

Einzelpersonen werden mit Dienstgrad + Nachname gerufen, z. B. Brandrat Maier.

#### Funkrufnamen in Tirol
In Tirol werden im Feuerwehrfunk für Fahrzeuge immer das Funkrufzeichen bzw. Taktische Bezeichnung und der Feuerwehrname verwendet, z. B. „TLF Fritzens“ oder „SRF Hall“. Sind weitere Fahrzeuge einer Kategorie in einer Feuerwehr vorhanden, wird diesen zusätzlich eine 1, 2, 3, … hintangestellt. Zum Beispiel „LF-1 Wattens“ oder „TLF-2 Schwaz“ Eine Fixstation (im Feuerwehrhaus) nennt sich „Florian + Ortsname“. Handfunkgeräte werden mit Funktion + Ortsname gerufen, z. B. „Einsatzleitung Kufstein“ oder „Kommandant Telfs“.
Durch ein neues Tiroler Rettungsdienstgesetz müssen alle Rettungsdienstbetreiber durch die Leitstelle Tirol disponiert und alarmiert werden. Daher wurden neue, organisationsübergreifende Funkrufnamen erforderlich, welche sich folgendermaßen aufbauen: RD/14/115, wobei RD für die Rettungsdienst gGmbH steht, 14 den Fahrzeugtyp beschreibt (11: NEF, 12: REF, 13: RTW, 14: MZF, 15: KTW, 16: GKTW …) und 115 eine fortlaufende Nummer ist. Im Sprechfunk muss die vollständige Nummer verwendet werden („Rettung vierzehn-eins-fünfzehn“).

#### Funkrufnamen in Vorarlberg
Die gesamten Einsätze von Rettungskräften und Feuerwehr werden in Vorarlberg von der Rettungs- und Feuerwehrleitstelle (RFL) abgewickelt. Beide Organisationen werden mittels digitalen Meldeempfängern alarmiert. Darum sind die Feuerwehrzentralen, die „Florian und Ortsnamen“ gerufen werden nicht dauernd, sondern erst nach der Alarmierung besetzt. Die Fahrzeuge werden dann mit dem jeweiligen Ortsnamen und taktischer Bezeichnung gerufen (z. B. Rankweil Tank1, oder Altach LF).